# Рамазанов, Мурад Сергеевич
Мура́д Серге́евич Рамаза́нов (род. 10 марта 1979, Махачкала) — российский футболист. Бо́льшую часть карьеры провёл в ФК «Анжи».

## Карьера
Воспитанник махачкалинского «Динамо». Выступал за «Анжи», «Терек», «Кривбасс», «Динамо» (Брянск), «Ротор».
С 2000 года Рамазанов играл за молодёжную сборную России. 1 сентября 2000 года в матче против молодёжной сборной Швейцарии Рамазанов забил гол на 27 минуте. На 71 минуте Рамазанов был заменён из-за травмы, а матч закончился со счётом 3:1 в пользу швейцарцев.
В 2006 и 2007 году играл за грозненский Терек. В 2008 году перешёл в Анжи. Через полгода перешёл в брянское «Динамо».

## Достижения
- Победитель Первого дивизиона: 1999
- Серебряный призёр Первого дивизиона: 2007
- Финалист Кубка России: 2000/01